# AS Cannes
Association Sportive de Cannes Football　(w skrócie AS Cannes) – francuski klub piłkarski, założony w 1909 roku, mający siedzibę w mieście Cannes.

## Sukcesy
- Wicemistrzostwo Francji: 1933
- Puchar Francji: 1932

## Historia
Klub powstał w 1902 roku, ale sekcję piłkarską założono dopiero w 1909 roku. Przez dużą liczbę sezonów AS Cannes grał w Ligue 1, obecnie gra w Championnat National (odpowiednik 3. ligi). W AS Cannes swoją karierę piłkarską zaczynał Zinédine Zidane. Grał tu latach 1988–1992, po czym jako dwudziestolatek za 3,5 miliona franków i czterech graczy został sprzedany do Girondins Bordeaux.

## Europejskie puchary
Legenda do wszystkich tabel:
- Q – runda eliminacyjna, 1/16, 1/8, 1/4, 1/2 – odpowiednia faza rozgrywek, Grupa – runda grupowa, 1r gr – pierwsza runda grupowa, 2r gr – druga runda grupowa, F – finał, R – runda, PO – play-off
- k. – rzuty karne, los. – losowanie, Dogr. – dogrywka, w. – zasada bramek strzelonych na wyjeździe

| Sezon   | Rozgrywki        | Runda   | Przeciwnik      | Dom | Wyjazd | Ogólnie     |
| ------- | ---------------- | ------- | --------------- | --- | ------ | ----------- |
| 1991/92 | Puchar UEFA      | 1R      | SC Salgueiros   | 0–1 | 1–0    | 1–1, k: 4–2 |
| 1991/92 | Puchar UEFA      | 2R      | Dinamo Moskwa   | 0–1 | 1–1    | 1–2         |
| 1994/95 | Puchar UEFA      | 1R      | Fenerbahçe SK   | 4–0 | 5–1    | 9–1         |
| 1994/95 | Puchar UEFA      | 2R      | Admira/Wacker   | 2–4 | 1–1    | 3–5         |
| 1995    | Puchar Intertoto | Grupa 8 | Farul Konstanca | 0–0 |        | 2. miejsce  |
| 1995    | Puchar Intertoto | Grupa 8 | Dniapro Mohylew |     | 2–2    | 2. miejsce  |
| 1995    | Puchar Intertoto | Grupa 8 | FK Bečej        | 1–0 |        | 2. miejsce  |
| 1995    | Puchar Intertoto | Grupa 8 | Pogoń Szczecin  |     | 2–1    | 2. miejsce  |